# Sendaphne sulmo
Sendaphne sulmo är en stekelart som beskrevs av Nixon 1965. Sendaphne sulmo ingår i släktet Sendaphne och familjen bracksteklar. Inga underarter finns listade i Catalogue of Life.